# وكالة سلامة الطيران الأوروبية
وكالة سلامة الطيران الأوروبية والمعروفة اختصار باسم اياسا (EASA) هي وكالة تابعة للاتحاد الأوروبي (EU) مناط بها المهام التنظيمية والتنفيذية في مجال سلامة الطيران المدني . مقرها في كولونيا، ألمانيا، تم إنشاء الاياسا في 15 يوليو عام 2002،  وصوله إلى وظيفة كاملة في عام 2008، تولى مهام سلطات الطيران المشتركة (JAA). الرابطة الأوروبية للتجارة الحرة قد تم منح البلدان (الافتا) مشاركة في الوكالة.
وتشمل مسؤوليات الاياسا إجراء تحليل وبحوث السلامة، وإجازة المشغلين الأجانب، وإعطاء المشورة لصياغة تشريعات الاتحاد الأوروبي فيما يتعلق بقواعد السلامة وتنفيذها ورصدها (بما في ذلك عمليات التفتيش في الدول الأعضاء)، وإعطاء نوع، شهادة من الطائرات ومكوناتها فضلا من قبيل الموافقة على المنظمات العاملة في مجال تصميم وتصنيع وصيانة منتجات الطيران.
كجزء من الأوروبية الموحدة سكاي II أعطيت الوكالة مهام إضافية. وسيتم تنفيذ هذه قبل عام 2013. ومن بين الأمور الأخرى، سوف تكون اياسا قادرة على تصديق كتل المجال الجوي وظيفية إذا تم إشراك أكثر من ثلاثة أحزاب.

## مقالات ذات صلة
- النقل في أوروبا